# Aldobrandini

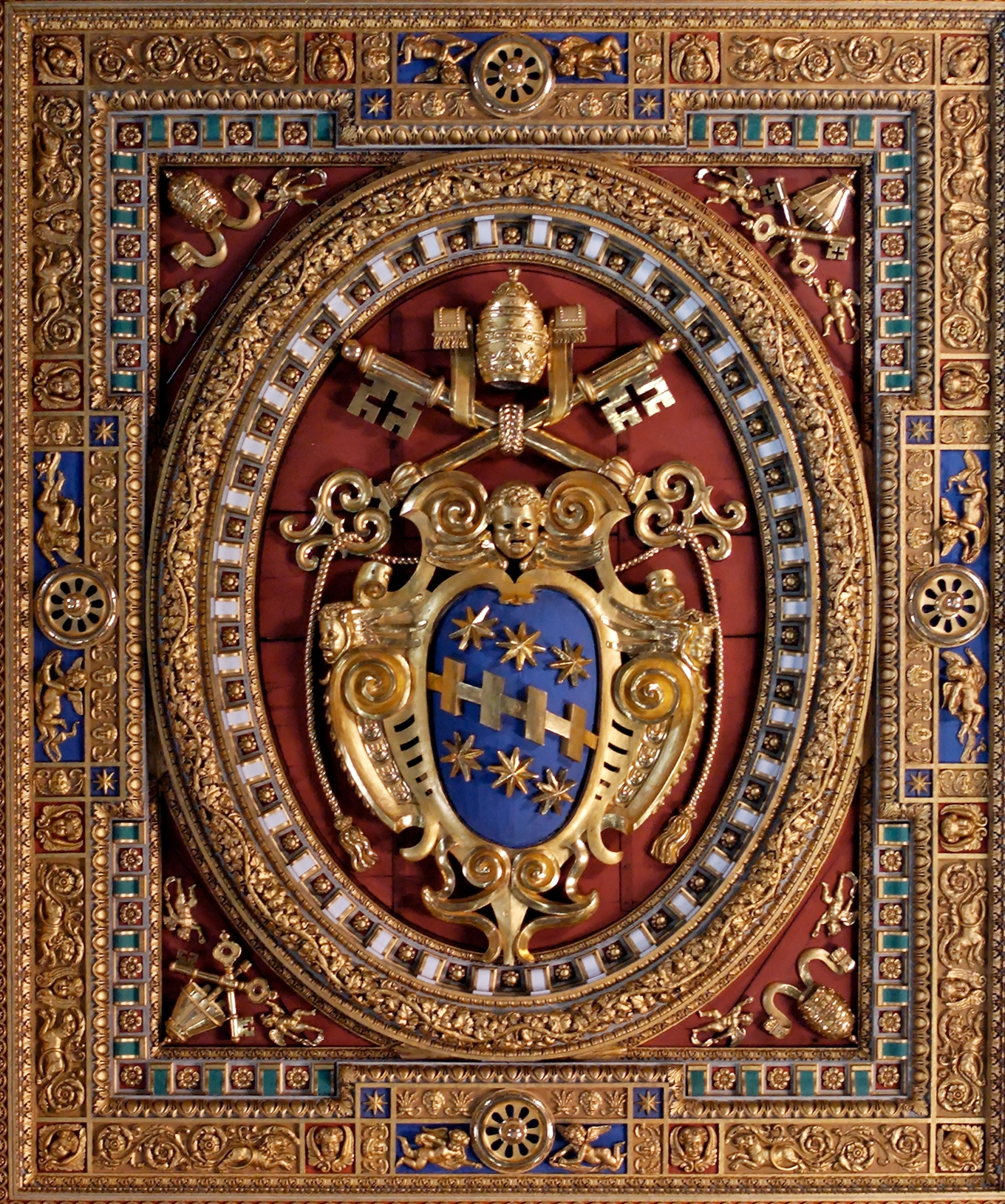
Stemma papale di Casa Aldobrandini in San Giovanni in Laterano, Roma.

Gli Aldobrandini sono una nobile famiglia originaria di Firenze, dove nel medioevo ricoprirono le più importanti cariche municipali.
In seguito la famiglia si diramò in altre regioni italiane, soprattutto nelle Marche, e fu celebre soprattutto nel Cinquecento perché molti membri ebbero brillanti carriere sia nel campo del diritto, sia in campo ecclesiastico, con culmine nell'elezione al soglio pontificio di Ippolito, papa Clemente VIII.

## Storia

### Origini
La famiglia si arricchì nel Trecento, grazie ai commerci internazionali e alle attività finanziarie che in quell'epoca avevano in Firenze una delle piazze più attive in Europa.
Il mercante Benci Aldobrandini si sposò con Madonna Giovanna degli Aldobrandini, nata Altoviti, una donna molto pia e abituata a fare molta beneficenza, che la rese molto amata dalla gente. Quando morì, la popolazione le tributò grandi onori in odore di santità. A lei è intitolata la piazza della Madonna degli Aldobrandini a Firenze ("madonna" secondo l'italiano antico, ovvero “mia signora”).
A partire dall'inizio del XIV secolo, la famiglia si divise in più rami (di Caruccio, di Neri, dei Bellincioni, dei di Lippo, dei di Madonna...) che si dispersero nel centro-nord Italia per via dei cattivi rapporti con la famiglia Medici, stanziandosi nelle Marche, a Roma e in altri luoghi.

### Clemente VIII papa

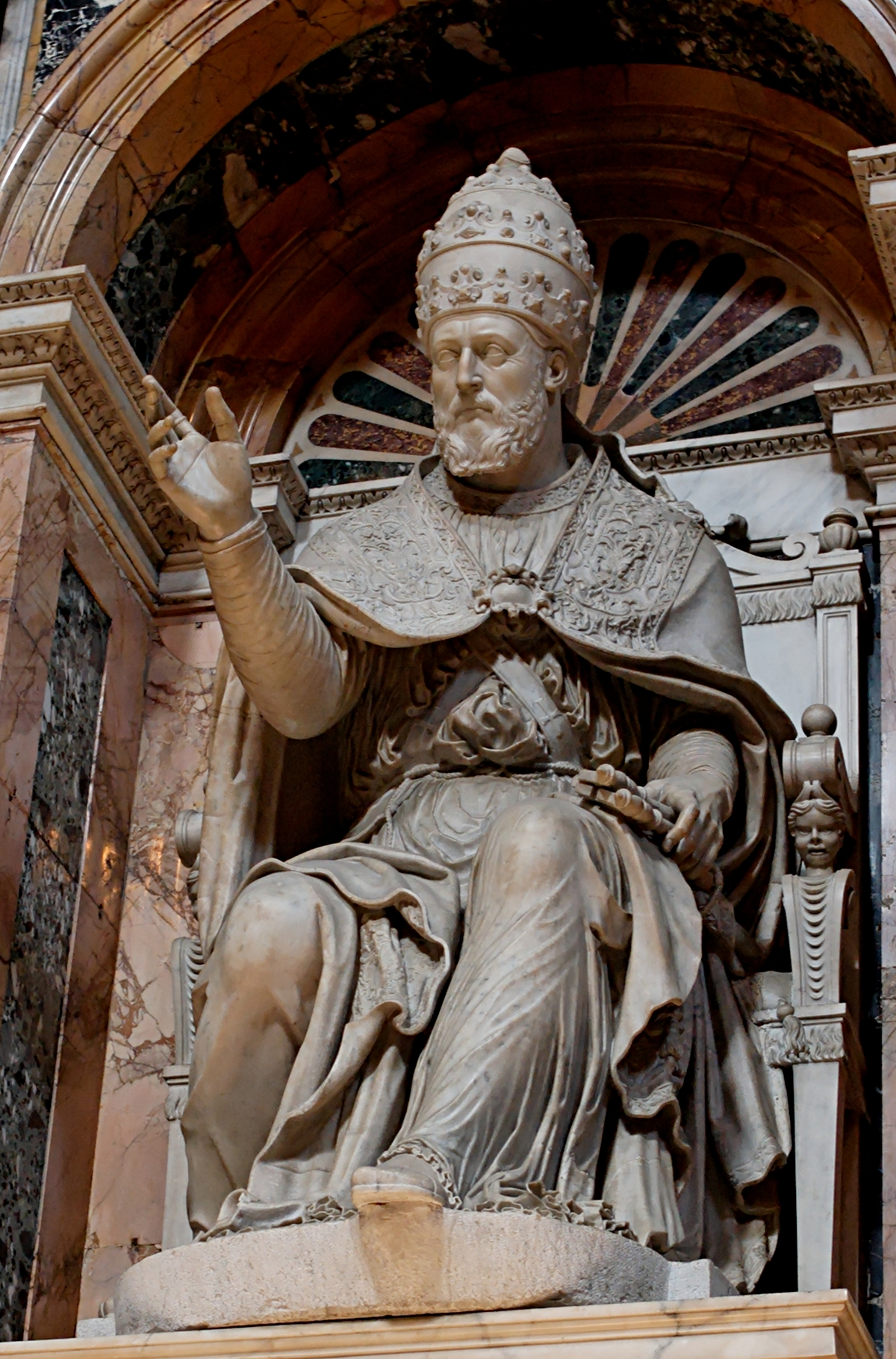
Papa Clemente VIII

Dal ramo di Neri discese Silvestro Aldobrandini, avvocato fiorentino, governatore di Fano che fu mandato in esilio attorno al 1530 dopo la caduta della Repubblica fiorentina. Apprezzato giurista, ottenne l'incarico di riformare le leggi prima a Venezia, poi a Faenza. Nel 1548 si stabilì a Roma, dove divenne segretario di Paolo IV Carafa. Sposò Lisa Deti, e dal matrimonio nacquero i cardinali Giovanni e Ippolito, quest'ultimo salito al soglio pontificio nel 1592 con il nome di Clemente VIII, e Pietro (padre di Pietro poi Cardinale), Bernardo, Ormanozzo, Tommaso, Filippo, Benedetto, e l'unica sorella Giulia.
Questa elezione innalzò ulteriormente il prestigio della famiglia, anche se il papato di Clemente VIII è controverso per alcune ombre come le condanne di Beatrice Cenci (forse anche per incamerare i beni dei ricchi Cenci), e di Giordano Bruno.
Il papa fu nepotista come i suoi predecessori e arricchì i suoi familiari, concedendo la dignità cardinalizia a diversi suoi parenti: i nipoti Pietro e Cinzio Passero, il pronipote Silvestro. La giovane Margherita Aldobrandini fu sposata con Ranuccio I Farnese, per sanare i rapporti tra le due famiglie, e divenne duchessa di Parma.
Dopo la morte del papa però i suoi discendenti morirono e nel giro di pochi anni il ramo degli Aldobrandini di Roma rimase senza eredi.

### Epoca recente
A Firenze la famiglia si estinse nel 1861 nelle famiglie dei Papadopoli Aldobrandini, dei Banchieri e dei De Peon.
Il fedecommesso Aldobrandini, istituito dal card. Ippolito Aldobrandini (da non confondere con il card. Ippolito che fu Papa col nome di Clemente VIII), dopo l'estinzione della famiglia passò nelle mani dei Pamphili, a loro volta estinti, successivamente rivendicato dalla famiglia Borghese (essendo entrambe le famiglie discendenti da Olimpia Aldobrandini), che ottenne la secondogenitura, creando un nuovo ramo di Aldobrandini romani con don Camillo di don Francesco Aldobrandini Borghese.
Il casato è attualmente rappresentato dal principe Camillo Aldobrandini (nato nel 1945).

## Aldobrandini, principi di Meldola (1597)
- Giovanni Francesco, I principe di Meldola e Sarsina
- Giorgio, II principe di Meldola e Sarsina, I principe di Rossano dal 1610
- Olimpia, III principessa di Meldola e Sarsina, II principessa di Rossano, sposò Paolo Borghese e fu madre di Giovanni Battista Borghese, II principe di Sulmona

Estinzione della casata nei Borghese

## Borghese-Aldobrandini, principi di Meldola (1839)
Dopo la rivendicazione del fedecommesso, nel 1839 Camillo Borghese mutò il proprio cognome in Aldobrandini, ottenendo il titolo annesso.
- Camillo (1816-1902), I principe di Meldola, figlio di Francesco Borghese, VII principe di Sulmona
- Giuseppe (1865-1939), II principe di Meldola
- Clemente (1891-1967), III principe di Meldola
- Camillo (n. 1945), IV principe di Meldola

Erede presunto è il figlio Clemente Federico Borghese Aldobrandini (n. 1982).